# 2007年中國水上運動會
2007年中国水上运动会是中國首屆的中国水上运动会。本届中国水上运动会會由2007年8月28日至9月8日，為期10日。在山东省日照市的日照奧林匹克水上公園舉行，共設8個小項、111個小項。
該運動會於2005年初被山東日照市提出，並於63日後，即4月27日被國家體育總局同意，且在2006年的7月24日向各傳媒公報。

## 項目
首屆的全國水上運動會設8個項目，參與的運動員、教練員達4000人左右。，以下為8個項目：
- 賽艇
- 皮划艇
- 帆船
- 摩托艇
- 滑水
- 蹼泳
- 龍舟
- 極限運動

## 資料來源
1. ↑  .   [2007-02-11]. （原始内容存档于2007-01-25）.
2. ↑  .   [2007-02-11]. （原始内容存档于2007-03-12）.
3. ↑  .   [2007-02-11]. （原始内容存档于2018-09-27）.
4. ↑  首届水上运动会8月举行 备战08最后练兵[]

## 外部連結
- 官方網頁